# Olovo(IV) hlorid
Olovo(II) hlorid (PbCl4) je binarno neorgansko jedinjenje, so metala olova i hlorovodonične kiseline sa formulom PbCl4. On je žuto maslinasta tečnost koja reguje sa vodom.

## Dobijanje
Olovo(IV) hlorid se može formirati razlaganjem olovo-heksahloridnih soli u prisustvu jakih koncentrovanih kiselina na niskoj temperaturi
{\displaystyle {\mathsf {H_{2}[PbCl_{6}]\ {\xrightarrow {0^{o}C}}\ PbCl_{4}+2HCl}}}
{\displaystyle {\mathsf {(NH_{4})_{2}[PbCl_{6}]+H_{2}SO_{4}\ {\xrightarrow {0^{o}C}}\ PbCl_{4}+(NH_{4})_{2}SO_{4}+2HCl}}}
Dobijanje iz olovo(II) oksida
{\displaystyle {\mathsf {PbO_{2}+4HCl\ {\xrightarrow {}}\ PbCl_{4}+2H_{2}O}}}

## Hemijska svojstava
- Pri zagrevanju se razlaže do olovo(II) hlorida

{\displaystyle {\mathsf {PbCl_{4}\ {\xrightarrow {30-100^{o}C}}\ PbCl_{2}+Cl_{2}}}}
- Hidroliza vodom:

{\displaystyle {\mathsf {PbCl_{4}+2H_{2}O\ {\xrightarrow {}}\ PbO_{2}+4HCl}}}
- Rastvaranje u koncentrovanoj sonoj kiselini:

{\displaystyle {\mathsf {PbCl_{4}+2HCl\ {\xrightarrow {}}\ H_{2}[PbCl_{6}]}}}
- Razlaganje bazama:

{\displaystyle {\mathsf {PbCl_{4}+2NaOH\ {\xrightarrow {}}\ PbO_{2}\downarrow +4NaCl+2H_{2}O}}}
{\displaystyle {\mathsf {PbCl_{4}+4NaOH\ {\xrightarrow {}}\ Na_{2}[Pb(OH)_{6}]+4NaCl}}}

## Literatura
- Редкол.: Кнунянц И. Л.;  . (1995). Химическая энциклопедия. 4. М.: Советская энциклопедия. стр. 639. ISBN 5-82270-092-4 Проверите вредност параметра |isbn=: checksum (помоћ).
- Редкол.: Никольский Б. П.;  . (1971). Справочник химика. 2. Л.: Химия. стр. 1168.